# 自决运动
自决运动（缩写为LVV）是科索沃的一个阿尔巴尼亚族政党，在北马其顿也有活动。该党成立于2005年6月12日，前身是科索沃行动网络，起源于科索沃人民运动。该党的政治立场是中间偏左至左翼。该党的意识形态是直接民主、社会民主主义、进步主义、女性主义、左翼民族主义、阿尔巴尼亚民族主义、阿尔巴尼亚和科索沃统一。该党的领袖是阿尔宾·库尔蒂。该党的总部位于普里什蒂纳。该党出版刊物《应对》。该党的口号是“全心全意，自决！”。该党是社会党国际的观察员和进步联盟的成员。2018年，该党有36500名党员。